# Castelo de Marais

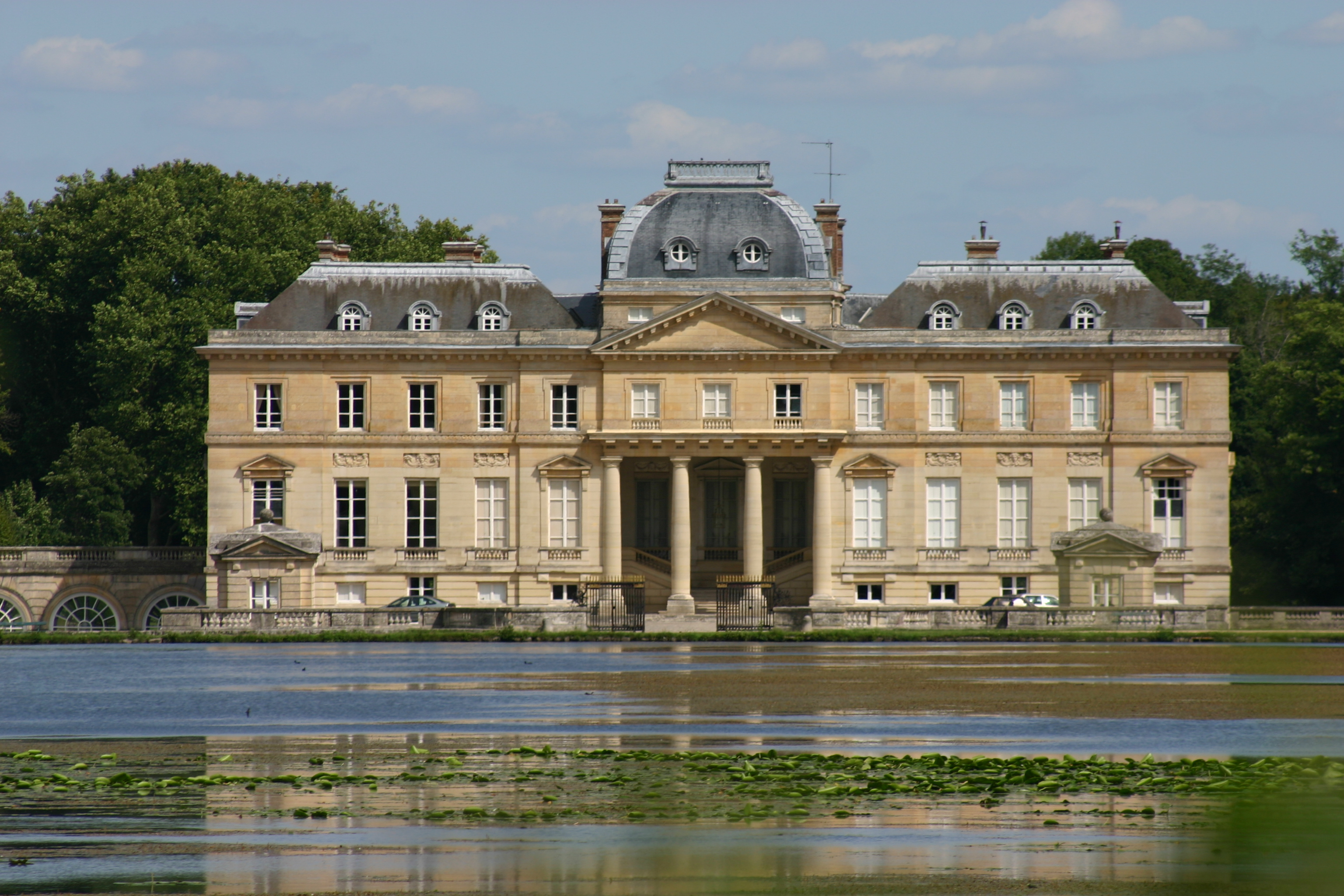
Fachada ocidental do castelo.

O Castelo de Marais (em francês: Château du Marais) é um palácio francês situado na comuna do Val-Saint-Germain, perto de Saint-Chéron, na antiga província de Hurepoix, hoje departamento do Essonne e a região de Île-de-France, trinta e seis quilómetros a sudoeste de Paris.
Construído pelo arquitecto Jean-Benoît-Vincent Barré para Jean Le Maître de La Martinière, tesoureiro geral da Artilharia e do Génio, é considerado como um dos mais notáveis exemplos de palácio em estilo Luís XVI na região parisense.
Pertenceu sucessivamente a grandes famílias aristocráticas, como os Noailles, os Castellane, os Talleyrand-Périgord e os Pourtalès.

## Localização
O Castelo de Marais foi construído no território da actual comuna do Val-Saint-Germain, na margem do Rio Rémarde, que alimenta o tanque do parque. Anteriormente, encontrava-se neste local um castelo-forte pertencente à família Hurault.

## História
No século XVII, cerca de  1620, foi construído o terceiro castelo, do qual apenas subsistem os comuns, hoje transformados em museu.
No início do século XVIII, o domínio foi adquirido por Pierre Henry Lemaître, que executou reparações importantes, empregando, provavelmente, o seu arquitecto, François Debias-Aubry.
No dia 5 de Setembro de 1767, os seus herdeiros venderam o domínio, por mais de 600.000 libras, a Jean Le Maître de La Martinière, tesoureiro geral de Artilharia e do Génio entre 1758 e 1774; segundo a acta de aquisição, "A terra do Marais tem um belo castelo construído à moderna, composto por um grande corps de logis entre pátio e jardim".
Pourtanto, Le Maître mandou arrasar o edifício em 1772 para fazer construir um novo castelo pelo arquitecto Jean-Benoît-Vincent Barré. Os trabalhos foram executados entre 1772 e 1779. Diz-se que "para estar seguro de ter algo novo", o proprietário mandou destruir os materiais provenientes do antigo castelo.
A importância dos trabalhos, as somas consideráveis despensadas e o fausto da construção surpreenderam os contemporâneos, como o Marquês de Bombelles, que afirmou no seu Journal: Um homem que, toda a sua vida, esteve no meio duma grande fortuna, extremamente modesto, de repente deixou construir um castelo que poderia satisfazer um príncipe de sangue real. Barré [...] valeu-se da confiança de M. Le Maître e ergueu-lhe edifícios cuja despesa passa, diz-se, muito a soma de dois milhões.
Aquando da morte de Jean Le Maître de La Martinière, em Abril de 1783, a sua sobrinha, Adélaïde Prévost (1755-1844), Madame de La Briche por casamento, sogra de Mathieu Louis Molé, tornou-se proprietária do edifício em 1785, depois de negociações com os outros herdeiros, e ali recebeu homens de letras e da política.
À sua morte, a sua herança foi recolhida pelo seu genro, o Conde Molé e, depois, passou para a neta deste, Clotilde de La Ferté-Meun (1831-1931), que casou em 1851 com Jules Charles Victurnien de Noailles (1826-1895), 4º Duque de Ayen e, depois, 7º Duque de Noailles.
Em 1897, o castelo foi comprado à Duquesa de Noailles pelo Conde Boniface de Castellane (dito Boni) (1867-1932), que casou com uma riquíssima herdeira americana, Anna Gould (1875-1961).  Boni de Castellane fez desenhar, pelo paisagista Achille Duchêne, os notáveis jardins à francesa.
Após o seu divórcio, Anna Gould conservou o castelo e voltou a casar com Hélie de Talleyrand-Périgord (1858-1937), Príncioe de Sagan. O edifício passou, em seguida, para a sua filha, Violette de Talleyrand-Périgord (1915-2003), Duquesa de Sagan, esposa em primeiras núpcias do Conde James de Pourtalès (1911-1996) e, depois, em segundas núpcias de Gaston Palewski (1901-1984), antigo director de gabinete do General de Gaulle.
À sua morte, o castelo passou para a sua filha, Anna Frottier de Bagneux, e para o seu filho mais novo, o Conde Charles-Maurice de Pourtalès.

## Arquitectura
" Um dos lugares onde os princípios constructivos são melhor aplicados, escreve ele nas suas memórias, é o Château du Marais [...] A sua arquitectura é perfeita e lógica. É bem pelo meio e não pelo lado do pátio que se acede. O salão de honra está ao centro da planta. É precedido por salas pouco ornamentadas, enquanto aquelas que se lhe seguem são mais sumptuosas porque destinadas à habitação. Os retratos que mandei vir de Rochecotte (Castelo de Rochecotte) depois da morte da minha avó povoam o castelo e dão-lhe o aspecto habitado".Boni de Castellane
O castelo actual foi edificado na extremidade oriental da plataforma rodeada por fossos de água que constituia o cour d'honneur do antigo castelo. As esquinas noroeste e sudoeste dessa plataforma comportam dois pequenos pavilhões que se situam no lugar daqueles que já estavam confinados a esse pátio.
O edifício principal, duplo em profundidade, está construído sobre uma planta rectangular. O jogo dos telhados e de ligeiros recrudescimentos de fachada sugerem os volumes tradicionais do castelo do século XVIII: corpo avançado central com cinco tramos e dois corpos avançados laterais com um único tramo.
A fachada voltada para o pátio, a mais interessante, contém um pórtico na sua parte central, composto por quatro colunas dóricas de ordem colossal, encimado por um ático coroaedo por um frontão e uma cúpula quadrada, cujo desenho é retomado daquele do Pavillon de l'Horloge no Palais du Louvre. Esta disposição é surpreendente pelas suas proporções, embora os seus constituintes sejam atestados noutras construções anteriores.
Na fachada sobre o jardim, as colunas são substituidas por pilastras de ordem compósita e a cúpula quadrada por um telhado em pavilhão achatado, dando um aspecto bastante mais clássico.
A norte do castelo, um aplataforma suporta os comuns. Os edifícios antigos foram aqui conservadosm embora modernizados e unificados. Na esquina noroeste, o velho pombal foi preservado. Uma ponte sobre o fosso liga os comuns ao castelo.
O parque, que tinha sido transformado à inglesa no início do século XIX, foi recriado por Achille Duchêne, entre 1903 e 1906, para Boniface de Castellane. O grande lago, alargamento dum antigo canal, é alimentado pelo Rémarde, afluente do Orge. A leste, Duchêne desenhou parterres à francesa numa plataforma rodeada por fossos de água.
Actualmente, pode visitar-se esse castelo de finais do século XVIII, os seus jardins à francesa, o Museu Talleyrand e a orangerie do castelo.

## Hóspedes célebres
- Florian
- Charles-Maurice de Talleyrand-Périgord
- Sainte-Beuve
- Prosper Mérimée
- François-René de Chateaubriand
- Arthur Wellesley, 1.º Duque de Wellington
- Gaston Palewski (1901-1984), antigo director de gabinete e, depois, ministro do General de Gaulle e presidente do Conselho Constitucional, falecido no Castelo de Marais.